# Olympische Sommerspiele 2020/Schießen – Trap (Frauen)
Das Trapschießen der Frauen bei den Olympischen Spielen 2020 in Tokio fand vom 28. bis 29. Juli 2021 in der Asaka Shooting Range statt. Olympiasiegerin wurde Zuzana Rehák-Štefečeková. Die Schützin Alessandra Perilli gewann mit Bronze im Trap die erste Medaille überhaupt für San Marino, den fünftkleinsten Staat der Welt und den kleinsten Staat, für welchen je eine Medaille gewonnen wurde.

## Titelträger
| Olympiasiegerin | Catherine Skinner | Rio de Janeiro 2016 |
| Weltmeisterin   | Ashley Carroll    | Lonato 2019         |

## Ergebnisse

### Qualifikation
| Rang | Athletin                 | Nation             | Durchgang | Durchgang | Durchgang | Durchgang | Durchgang | Gesamt | Anm.  |
| Rang | Athletin                 | Nation             | 1         | 2         | 3         | 4         | 5         | Gesamt | Anm.  |
| ---- | ------------------------ | ------------------ | --------- | --------- | --------- | --------- | --------- | ------ | ----- |
| 1    | Zuzana Rehák-Štefečeková | Slowakei           | 25        | 25        | 25        | 25        | 25        | 125    | Q, WR |
| 2    | Alessandra Perilli       | San Marino         | 24        | 25        | 25        | 24        | 24        | 122    | Q     |
| 3    | Silvana Stanco           | Italien            | 24        | 25        | 25        | 23        | 24        | 121+3  | Q     |
| 4    | Laetisha Scanlan         | Australien         | 24        | 25        | 24        | 23        | 25        | 121+2  | Q     |
| 5    | Penny Smith              | Australien         | 23        | 24        | 25        | 24        | 24        | 120+2  | Q     |
| 6    | Kayle Browning           | Vereinigte Staaten | 23        | 24        | 24        | 24        | 25        | 120+1  | Q     |
| 7    | Madelynn Bernau          | Vereinigte Staaten | 24        | 25        | 22        | 24        | 24        | 119    |       |
| 8    | Jessica Rossi            | Italien            | 25        | 23        | 24        | 23        | 24        | 119    |       |
| 9    | Sandra Bernal            | Polen              | 24        | 23        | 22        | 24        | 25        | 118    |       |
| 10   | Natalie Rooney           | Neuseeland         | 23        | 23        | 23        | 23        | 25        | 117    |       |
| 11   | Wang Xiaojing            | China              | 22        | 24        | 23        | 24        | 24        | 117    |       |
| 12   | Carole Cormenier         | Frankreich         | 25        | 23        | 24        | 23        | 22        | 117    |       |
| 13   | Alejandra Ramírez        | Mexiko             | 22        | 23        | 25        | 21        | 25        | 116    |       |
| 14   | Fátima Gálvez            | Spanien            | 22        | 24        | 22        | 25        | 23        | 116    |       |
| 15   | Darja Semjanowa          | ROC                | 22        | 24        | 24        | 23        | 23        | 116    |       |
| 16   | Kirsty Hegarty           | Großbritannien     | 24        | 24        | 23        | 22        | 23        | 116    |       |
| 17   | Jekaterina Subbotina     | ROC                | 24        | 24        | 25        | 20        | 23        | 116    |       |
| 18   | Deng Weiyun              | China              | 21        | 25        | 23        | 22        | 24        | 115    |       |
| 19   | Yukie Nakayama           | Japan              | 21        | 24        | 22        | 25        | 23        | 115    |       |
| 20   | Selin Ali                | Bulgarien          | 22        | 24        | 23        | 24        | 22        | 115    |       |
| 21   | Ray Bassil               | Libanon            | 24        | 20        | 23        | 24        | 23        | 114    |       |
| 22   | Maggy Ashmawy            | Ägypten            | 19        | 24        | 24        | 22        | 24        | 113    |       |
| 23   | Ana Waleska Soto         | Guatemala          | 21        | 23        | 23        | 23        | 23        | 113    |       |
| 24   | Satu Mäkelä-Nummela      | Finnland           | 23        | 23        | 24        | 21        | 22        | 113    |       |
| 25   | Mélanie Couzy            | Frankreich         | 22        | 22        | 22        | 22        | 22        | 110    |       |
| 26   | Adriana Ruano            | Guatemala          | 23        | 21        | 22        | 23        | 21        | 110    |       |

### Finale
| Rang | Athletin                 | Nation             | Durchgang | Durchgang | Durchgang | Durchgang | Durchgang | Durchgang | Anmerkung |
| Rang | Athletin                 | Nation             | 1         | 2         | 3         | 4         | 5         | 6         | Anmerkung |
| ---- | ------------------------ | ------------------ | --------- | --------- | --------- | --------- | --------- | --------- | --------- |
| 1    | Zuzana Rehák-Štefečeková | Slowakei           | 21        | 25        | 30        | 34        | 38        | 43        | OR        |
| 2    | Kayle Browning           | Vereinigte Staaten | 20        | 24        | 29        | 34        | 37        | 42        |           |
| 3    | Alessandra Perilli       | San Marino         | 19        | 23        | 26        | 29        |           |           |           |
| 4    | Laetisha Scanlan         | Australien         | 19        | 24        | 26        |           |           |           |           |
| 5    | Silvana Stanco           | Italien            | 17        | 22        |           |           |           |           |           |
| 6    | Penny Smith              | Australien         | 13        |           |           |           |           |           |           |